# Bígl-Harrier
Bígl-Harrier (anglicky: Beagle-Harrier) je francouzské psí plemeno, vzniklé křížením bíglů a harrierů.

## Historie
Oficiální verze vzniku bígl-harriera praví, že vznikl v 19. století ve Francii . Dle ní francouzský šlechtic Gerard chtěl vyšlechtit nové psí plemeno, určené především pro lov zajíců, které by se snadno dostalo i do těžko přístupného terénu. Druhá verze říká, že je to ustálené spojení dvou plemen, které bylo používáno ve Velké Británii již dlouhou dobu a štěňata z tohoto spojení pak byla importována do Francie . Samotná plemena bígl a harrier jsou velmi starobylá, jejich datum vzniku se pohybuje okolo 11. století. Pro své šlechtění použil bígly a méně známé harriery. Roku 1974 bylo oficiálně uznáno FCI a uznaný standard napsal sám baron Gerard . UKC jej uznalo až roku 1996 . Toto plemeno je poměrně vzácné, psi jsou k dostání pouze v Německu, Anglii, Francii, Irsku . Chovají se hlavně jako lovečtí psi, především zajíců a lišek. Vzácně jej uvidíme i jako společníka.
Oficiální používaná zkratka v Česku je BEH a nachází se zde několik jedinců.

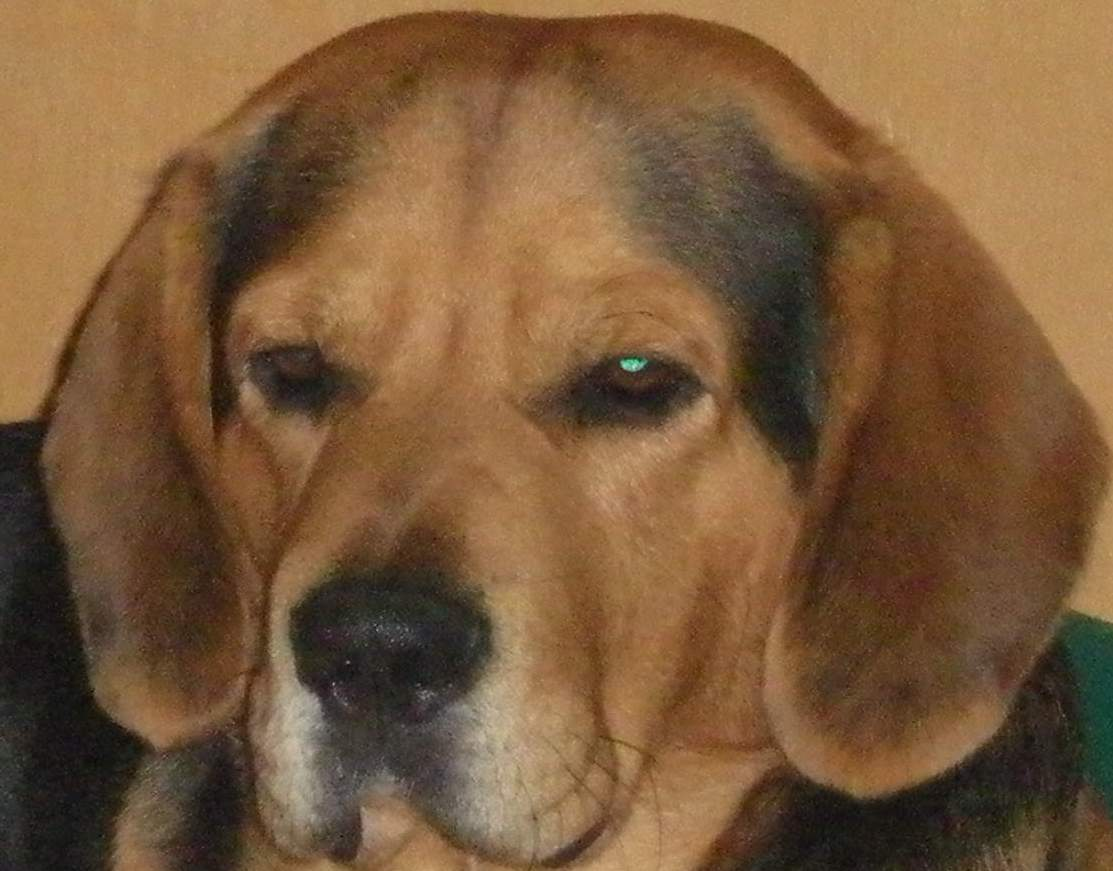

## Charakteristika

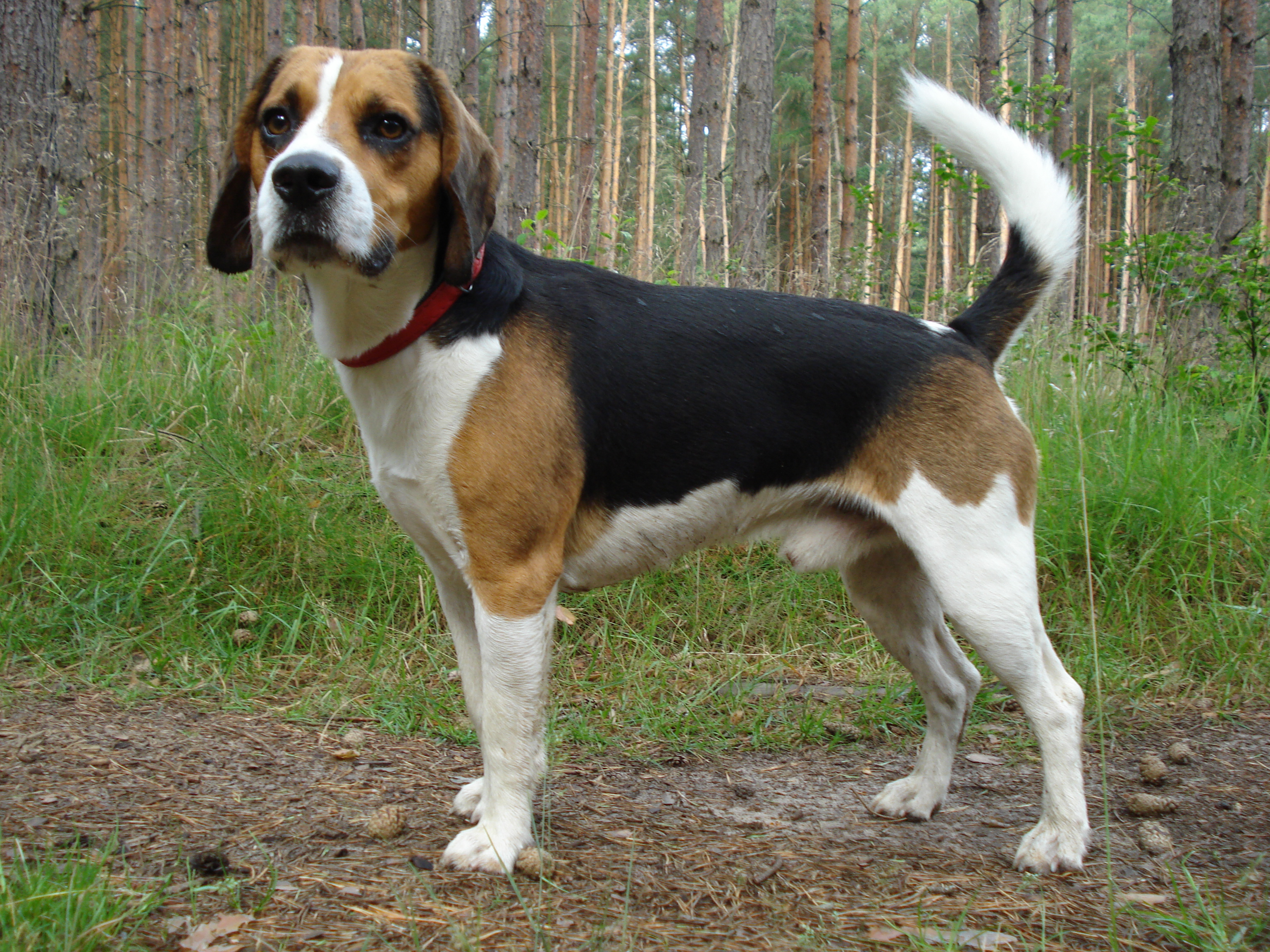

### Vzhled
Bígl-harrier je středně velký pes, který v dospělosti váží 20 – 25 kg a výška v kohoutku se pohybuje okolo 47 cm. Je to dobře osvalený, pohyblivý a silný pes. Srst, která pokrývá celé tělo bígl-herriera, je krátká a hladká. Převládající barvy jsou plavá, černé a bílé. Černé sedlo jsou nejčastější, stejně jako pálení.
Pes má silnou hlavu, lebka je široká, i když stop není příliš výrazný. Čumák, který je stejně dlouhý jako lebka, se zužuje. Je zakončený černou nosní houbou s dobře otevřenými nosními otvory. Má dobře otevřené tmavé oči s inteligentním a veselým výrazem. Široké, středně dlouhé uši se zakulacenými špičkami visí podél hlavy psa. Krk je rovný, dobře osvalený a přiměřeně dlouhý. Hřbet je krátký, ale dobře osvalený, hrudník hluboký, žebra dobře klenutá, a břicho vyplněné. a dává psovi kompaktní tělo.

### Povaha
Bígl-harrier je hbitý, rychlý a má vynikající čich. Tito psi jsou temperamentní, inteligentní, bystří a hraví. Jsou aktivní a energičtí. Tvoří silné pouto se svojí rodinou či majitelem, obecně vychází dobře s dětmi a ostatními domácími zvířaty. Je vhodné chovat jej ve větší smečce psů nebo jej nechávat s jinými psy pracovat. Bígl-harrier ukáže obrovskou sílu a obratnost při lovu, ale doma je pes uvolněný a klidný. Dobře hlídají a mají výrazný hlas, kterým upozorní na všechny kolemjdoucí. V případě ohrožení majetku či rodiny je schopný rázně zakročit.

## Péče a nároky
Péče o bígl-harriera není náročná. Pes potřebuje dostatek pohybu a zaměstnání, obzvláště je vhodné cvičit ho pro lov. Srst stačí 1x týdně vykartáčovat (vhodná je speciální gumová rukavice). Dostatek pozornosti je třeba věnovat svislým uším, pravidelné kontroly a čištění uší by se měly stát samozřejmostí. Předejde se tak nepříjemným a bolestivým zánětům zvukovodů.

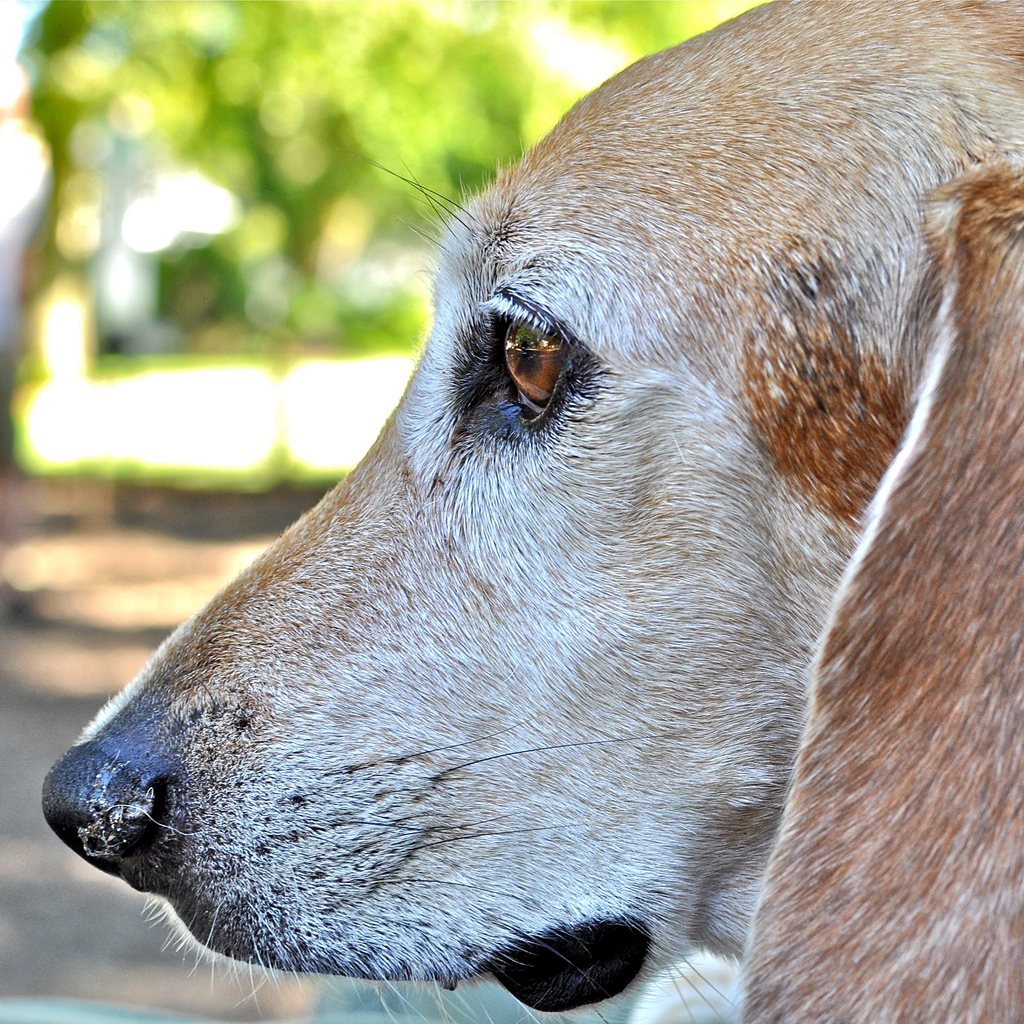

Nevadí mu trvalý pobyt venku, ale zateplená bouda, kde by se mohl schovat je nutností, protože jeho srst neizoluje tak dobře vůči silným mrazům. Není to vhodný pes pro lidi žijící v bytech a to ani v případech, že bude chodit na dlouhé procházky, tito psy potřebují otevřený prostor, na kterém by se mohli bez problémů pohybovat. Domov na předměstí s vysokým plotem, to by bylo pro bígl-harriera ideální.